# آماندا براندیج
آماندا براندیج (انگلیسی: Amanda Brundage؛ زادهٔ ۲۲ اکتبر ۱۹۹۱) ورزشکار هنرهای رزمی ترکیبی و بوکسور اهل ایالات متحده آمریکا است. وی از سال ۲۰۱۵ میلادی تاکنون مشغول فعالیت بوده‌است.